# Parasemia nicticans
Parasemia nicticans är en fjärilsart som beskrevs av Ménétriés 1859. Parasemia nicticans ingår i släktet Parasemia och familjen björnspinnare. Inga underarter finns listade i Catalogue of Life.